# Тракія (Болгарія)
Тра́кія (болг. Тракия) — село в Старозагорській області Болгарії. Входить до складу общини Опан.

## Населення
За даними перепису населення 2011 року у селі проживали 293 особи, з них 249 осіб (99,6%) — болгари.
Розподіл населення за віком у 2011 році:
Динаміка населення: